# NBA Summer League 2009
Navigation
2008 2010
La NBA Summer League 2009 était une ligue de basket-ball professionnelle dirigée par la NBA juste après la draft de la NBA 2009. Elle s'est déroulée à Orlando, en Floride, du 6 au 10 juillet et à Las Vegas, au Nevada, du 10 au 19 juillet 2009.

## Orlando Pro Summer League

### Équipes
- Celtics de Boston
- Pacers de l'Indiana
- Nets du New Jersey
- Thunder d'Oklahoma City
- Magic d'Orlando
- Jazz de l'Utah

### Classement
| # | Équipe                  | Victoires | Défaites | PCT   |
| - | ----------------------- | --------- | -------- | ----- |
| 1 | Pacers de l'Indiana     | 5         | 0        | 100%  |
| 2 | Jazz de l'Utah          | 3         | 2        | 60,0% |
| 3 | Thunder d'Oklahoma City | 3         | 2        | 60,0% |
| 4 | Celtics de Boston       | 2         | 3        | 40,0% |
| 5 | Magic d'Orlando         | 2         | 3        | 40,0% |
| 6 | Nets du New Jersey      | 0         | 5        | 0%    |

## Las Vegas NBA Summer League

### Équipes
- Bulls de Chicago
- Cavaliers de Cleveland
- Mavericks de Dallas
- Nuggets de Denver
- Pistons de Détroit
- Warriors de Golden State
- Rockets de Houston
- Clippers de Los Angeles
- Lakers de Los Angeles
- Grizzlies de Memphis
- Bucks de Milwaukee
- Timberwolves du Minnesota
- NBA D-League Select
- Knicks de New York
- Hornets de La Nouvelle-Orléans
- Thunder d'Oklahoma City
- Suns de Phoenix
- Trail Blazers de Portland
- Kings de Sacramento
- Spurs de San Antonio
- Raptors de Toronto
- Wizards de Washington

### Classement
| #  | Équipe                         | Victoires | Défaites | PCT   |
| -- | ------------------------------ | --------- | -------- | ----- |
| 1  | Rockets de Houston             | 5         | 0        | 100%  |
| 2  | Grizzlies de Memphis           | 5         | 0        | 100%  |
| 3  | Nuggets de Denver              | 4         | 1        | 80,0% |
| 4  | Pistons de Détroit             | 4         | 1        | 80,0% |
| 5  | Warriors de Golden State       | 4         | 1        | 80,0% |
| 6  | Bucks de Milwaukee             | 4         | 1        | 80,0% |
| 7  | Bulls de Chicago               | 3         | 2        | 60,0% |
| 8  | Lakers de Los Angeles          | 3         | 2        | 60,0% |
| 9  | Suns de Phoenix                | 3         | 2        | 60,0% |
| 10 | Spurs de San Antonio           | 3         | 2        | 60,0% |
| 11 | Raptors de Toronto             | 3         | 2        | 60,0% |
| 12 | Wizards de Washington          | 3         | 2        | 60,0% |
| 13 | NBA D-League Select            | 3         | 2        | 60,0% |
| 14 | Clippers de Los Angeles        | 2         | 3        | 40,0% |
| 15 | Cavaliers de Cleveland         | 1         | 4        | 20,0% |
| 16 | Mavericks de Dallas            | 1         | 4        | 20,0% |
| 17 | Timberwolves du Minnesota      | 1         | 4        | 20,0% |
| 18 | Hornets de la Nouvelle-Orléans | 1         | 4        | 20,0% |
| 19 | Trail Blazers de Portland      | 1         | 4        | 20,0% |
| 20 | Kings de Sacramento            | 1         | 4        | 20,0% |
| 21 | Knicks de New York             | 0         | 5        | 0%    |
| 22 | Thunder d'Oklahoma City        | 0         | 5        | 0%    |

MVP du tournoi : Blake Griffin, Clippers de Los Angeles